# 丘達諾維察鄉
45°09′N 21°47′E / 45.150°N 21.783°E
丘達諾維察鄉（羅馬尼亞語：Comuna Ciudanovița, Caraș-Severin），是羅馬尼亞的鄉份，位於該國西南部，由卡拉什-塞維林縣負責管轄，面積53平方公里，海拔高度363米，2007年人口675，人口密度每平方公里13人。